# Euwintonius insulanus
Euwintonius insulanus is een hooiwagen uit de familie Assamiidae.